# 交響樂之雨
《交響樂之雨》是日本工畫堂工作室所發行的戀愛冒險音樂遊戲。

## 概要
《交響樂之雨》於2004年3月26日在日本地區販售。繁體與簡體中文版發售日期分別是2004年11月11日及2005年5月25日販售，皆由光譜資訊代理。在韓國，韓語版由韓國富士通所代理發行，發售日期為2007年9月18日。工畫堂工作室繼《天使演唱會》、《AS～天使小夜曲》後音樂冒險系列第三彈。在電腦鍵盤上演奏虛構的樂器「符德魯琴」的音樂冒險遊戲，遊戲最大的魅力之處，就在於音樂所營造出的雨城戀愛故事氣氛。

## 遊戲歷史
- 2004年3月26日 - 日文版販售。
- 2004年8月26日 - Symphonic Rain digital picture collection販售。[2]
- 2004年11月11日 - 繁體中文版販售。[3]
- 2005年5月25日 - 簡體中文版販售。[4]
- 2005年6月24日 - 日文愛藏版販售。
- 2005年12月22日 - 繁體中文愛藏版販售。[5][6][7]
- 2007年9月18日 - 韓語愛藏版販售，並且在GameFOS提供下載版。[8]
- 2007年11月22日- 日文普及版販售。[9]
- 2017年6月15日 - HD 重製中文版[10]
- 2018年12月13日 - Nintendo Switch版販售，僅支援日文。[11]
- 2024年12月26日 - Nintendo Switch版港服販售，支持日文, 英文, 俄文, 韓文, 中文 (簡體字), 中文 (繁體字)

## 故事簡介
琵歐伯市——背山靠海、終年降水的雨之城。
「——總有一天，當抽屜里塞滿來自庫里斯的信的時候，庫里斯就會回來了吧？」
這是個由溫柔的謊言所編織而成的故事。
在青梅竹馬和莫名出現的小妖精陪伴下，庫里斯·霍爾頓過着平淡無奇的學院生活。每周一次的來信，與音之妖精的合奏，午餐時間隨意的閒聊，還有——那終年不止的、仿佛永無止境的雨天。
但是還有多少時間呢？庫里斯敷衍了事的說「還有兩個月」，而負責教導他的卡德魯老師則無奈地糾正為「只有兩個月」。
以即將逼近的畢業演奏為契機，庫里斯開始去尋找適合自己的合奏搭檔。庫里斯能不能順利找到搭檔，從而通過畢業考試呢？在這個終年下雨不停的城市裡，到底隱藏着怎樣的秘密？

## 登場人物
大部分的角色名稱都是意大利語命名。本作品裡的詞彙也是以意大利語居多，例如聖誕節是，而琵歐伯（Piova）在意大利文中則是「雨」。

### 主要角色
庫里斯·霍爾頓（Chris Velding，配音員：宮下道央（僅在Al Fine篇有配音。））
本作男主角，17歲，符德魯琴科·三年級生。
性格憂鬱，很少主動與他人接觸交流，幾乎沒有朋友。因為過去的某段經歷，有着隨時隨地都能長時間發呆思考的壞習慣。
憑着能夠彈奏特殊樂器·符德魯琴的天賦，被琵歐伯音樂學院錄取，離開故鄉過着長達三年的單人公寓生活。
目前正在為畢業演奏尋找合適的搭檔。
朵魯蒂尼妲·費瑞（朵魯妲）（Tortinita Fine，配音員：中原麻衣）
本作女主角，17歲，聲樂科·三年級生。雅琍耶妲·費瑞的雙胞胎妹妹，同時也是庫里斯的青梅竹馬。
剛毅幹練，意志堅定，曾被阿璽諾評定為「可怕的女人」。
和雙胞胎姐姐同樣喜歡着庫里斯，而庫里斯本人也對此有所自覺，並相互保持着某種距離。為了守護庫里斯，她仔仔細細的編織着一個又一個的謊言，但這種行為讓她痛苦不已。
遊戲片尾曲「總是微笑着」和「即使淚流滿面」分別對應朵魯妲兩個結局的不同意義。在Al Fine模式里，我們可以用朵魯妲的視角來體會到她那屢受煎熬的內心。
朵魯妲的全名（Tortinita Fine）來源於音樂用語「Al Fine」，意為結束。暗示主線劇情悲傷的結局。
雅琍耶妲·費瑞（雅琍）（Arietta Fine，配音員：中原麻衣）
17歲，朵魯蒂尼妲的雙胞胎姐姐，同時也是庫里斯的戀人。從信中可以得知，目前她在故鄉里以一名麵包店學徒的身份勞碌中。
憑藉一周一次的來信，與庫里斯和朵魯妲保持着聯繫。
雅琍耶妲（Arietta）的名字亦來源於音樂術語「Al Fine」。
芙鈴（Phorni，配音員：笠原弘子）
住在庫里斯居住公寓的音之妖精（自稱）。身高14cm，僅有巴掌一般大小。
一開始沒有名字（自稱），於是庫里斯根據符德魯琴上的「Symphonic」字樣給她起名為Phorni（芙鈴）。
除了庫里斯，無人能察覺到芙鈴的存在，庫里斯甚至一度認為這只是他疲勞過度而產生的幻覺。但故事中暗示其他人亦能感知到芙鈴的歌聲。
擅長唱歌，喜歡纏著庫里斯合奏，甚至與庫里斯約定好每個星期天晚上都要合奏一次。
由於長年待在房間不出的緣故，對外界的細微事物都覺得很新鮮，常常要求庫里斯說說在校園裡發生的瑣碎小事。
芙鈴的主題曲「I'm always close to you」（我一直都在你的身邊）也暗示故事的最終結局。
芙鈴的名字（Phorni），交響樂術語。代表調和之聲。
法珞希黛·佛瑟多（法珞）（Falsita Fawcett，配音員：淺野真澄）
17歳，聲樂科·三年級生，萬能型的原學生會長，唱功一流，容貌秀麗，待人溫柔。對於別人的委託即使感到為難，也從不拒絕。
在法珞線可以隱隱約約的察覺出她工於心計的言行。因為庫里斯對自己的病情一無所知，她所創作的歌曲「雨的幻影」，可以說是法珞為了打動庫里斯而做的，帶有強烈的功利色彩，但是可能連法珞自己都沒有想到，這首完全可以說是偽善欺騙的作品，卻恰恰是她內心變化最真實的寫照。
她的名字（Falsita），原意為謊言，偽善者，暗示她的真實面貌。
「雨的幻影」中的一段歌詞「Look at me listen to me」也揭示法珞希望有人能理解自己。
黎瑟西雅·帢薩里利（黎瑟）（Liselsia Cesarini，配音員：折笠富美子）
15歲，符德魯琴科·一年級生。與通過努力來提升技藝的法珞不同，黎瑟天生就同時擁有歌唱和彈奏符德魯琴的才華，但其身為貴族的父親古拉衛為了家業，只看重她的彈奏才能，嚴禁她練習歌唱。
由於家教和謠言的關係，顯得相當怕生，沒有朋友，喜歡待在沒有人的舊校舍里獨自唱歌。
黎瑟的主題曲「Lyceenne」原本為其父親寫給妻子的情歌，但不知情的黎瑟將其改編後變成對「明天」的希望和憧憬：「無論今天怎樣，新的一天總會到來；即使是在夜空中，也有星光閃爍。」
官方小說《こんな空の下で》（在這片天空下），是唯一一個專門為該角色創作的後續劇情小說。

### 次要角色
阿璽諾（Asino，配音員：渡邊隼人）
庫里斯的朋友。他的名字（Asino）在意大利語意為「愚蠢的詩人」。
卡德魯（Cordell，配音員：淺川悠）
琵歐伯音樂學院的教師。
琳娜·費瑞（Ninna Fine，配音員：和田みちる）
朵魯妲跟雅俐的祖母，現在居住在琵歐伯。Ninna意義為搖籃曲。
古拉衛·帢薩里利（Grave Cesarini，配音員：永野廣一）
黎瑟的父親。知名的音樂家。Grave意義為重大，沉重。音樂用語為延遲。

## 工作人員
- 製作：[13]
- 人物設計·原畫：[13]
- 劇本：[13]
- 音樂：岡崎律子[13]
- 音樂製作：[13]
- 協力：[13]

## 音樂
收錄了10首交響樂之雨角色歌曲音樂專輯『RAINBOW』於2004年5月26日販售，作詞作曲皆為岡崎律子。國王唱片於2004年12月29日發售擔任音樂製作的岡崎律子個人專輯『For RITZ』販售。

### 主題曲
作詞作曲皆為岡崎律子，是她在2004年5月5日因敗血症去世前最後一個全部包辦的音樂創作項目。
- 「天空的彼端」（片頭曲；芙玲版為追加曲[16]）
  - 主唱：岡崎律子／芙鈴（笠原弘子）
  - 作詞・作曲：岡崎律子
  - 編曲：西脇辰弥

- 「秘密」
  - 主唱：朵魯蒂尼妲（中原麻衣）
  - 作詞・作曲：岡崎律子
  - 編曲：光宗伸吉

- 「總是微笑」
  - 主唱：朵魯蒂尼妲（中原麻衣）
  - 作詞・作曲：岡崎律子
  - 編曲：長谷川智樹

- 「雨的幻影」
  - 主唱：法珞希黛（淺野真澄）
  - 作詞・作曲：岡崎律子
  - 編曲：阿部潤

- 「旋律」
  - 主唱：法珞希黛（淺野真澄）
  - 作詞・作曲：岡崎律子
  - 編曲：十川知司

- 「Lyceenne」
  - 主唱：黎瑟西雅（折笠富美子）
  - 作詞・作曲：岡崎律子
  - 編曲：十川知司

- 「Hello!」
  - 主唱：黎瑟西雅（折笠富美子）
  - 作詞・作曲：岡崎律子
  - 編曲：磯江俊道

- 「fay」
  - 主唱：芙鈴（笠原弘子）
  - 作詞・作曲：岡崎律子
  - 編曲：長谷川智樹

- 「I'm always close to you」
  - 主唱：芙鈴（笠原弘子）
  - 作詞・作曲：岡崎律子
  - 編曲：磯江俊道

- 「即使淚流滿面」（片尾曲）
  - 主唱：岡崎律子／芙鈴（笠原弘子）
  - 作詞・作曲：岡崎律子
  - 編曲：西脇辰弥

## 影響
在Getchu所公佈的2004年萌遊戲排行榜中，《交響樂之雨》的綜合排名和音樂排名均獲得第四名；角色芙鈴獲選為第五名的最佳女主角。

## 參閱
- 天使演唱會
- AS～天使小夜曲

## 外部連結
- 工畫堂工作室（页面存档备份，存于）（日語）
- 交響樂之雨官方介紹 （页面存档备份，存于）（日語）
- 交響樂之雨愛藏版官方介紹 （页面存档备份，存于）（日語）
- 《交響樂之雨》在視覺小說數據庫的頁面 （英文）